# Ō-sensei
Ō-sensei (大先生?) es un título empleado en el Japón para distinguir a dos profesores que tienen el mismo nombre, así al de mayor edad o rango es denominado O-sensei y el otro de menor edad recibe el título de waka sensei (若先生?).
En japonés el "Ō" es un prefijo que literalmente significa "más grande" o "mayor", y denota respeto. Por otra parte "Waka" (若), significa "joven" o "en formación".
Generalmente, por el extendido uso en la cultura japonesa del sistema Iemoto como también que los hijos sigue el trabajo de sus padres, que en la mayoría de los casos O-sensei es el padre de waka sensei.

## Artes marciales
El uso más frecuente de este término es referido a Morihei Ueshiba, fundador del aikidō. 
Sin embargo, no es el único portador de este título. Ya que los mismos kanjis, pero leídos como Dai Sensei, eran una referencia acostumbrada al maestro de Daito-Ryu Sōkaku Takeda, del cual Ueshiba fue discípulo.
Y también en Karate se suele usar para referir a Gichin Funakoshi (dentro del estilo Shōtōkai); y a Masutatsu Oyama (dentro del estilo Kyokushinkai).